# Isobar (nuklid)
För andra betydelser, se Isobar.
Isobarer är atomer (nuklider) av olika grundämnen som har samma antal nukleoner (samma totala antal protoner och neutroner). De har alltså samma masstal. Klor-37 och argon-37 är isobarer. Klor-37 har 17 protoner och 20 neutroner i sin kärna, medan argon-37 har en kärna bestående av 18 protoner och 19 neutroner, båda har masstal 37.
Vid betasönderfall är moder- och dotterkärnor alltid isobarer, eftersom processen innebär att antingen omvandlas en neutron till en proton eller så omvandlas en proton till en neutron.
Ordet isobar kommer från Grekiskans isos 'lika', och baros 'vikt'.